# Samuel Huntington

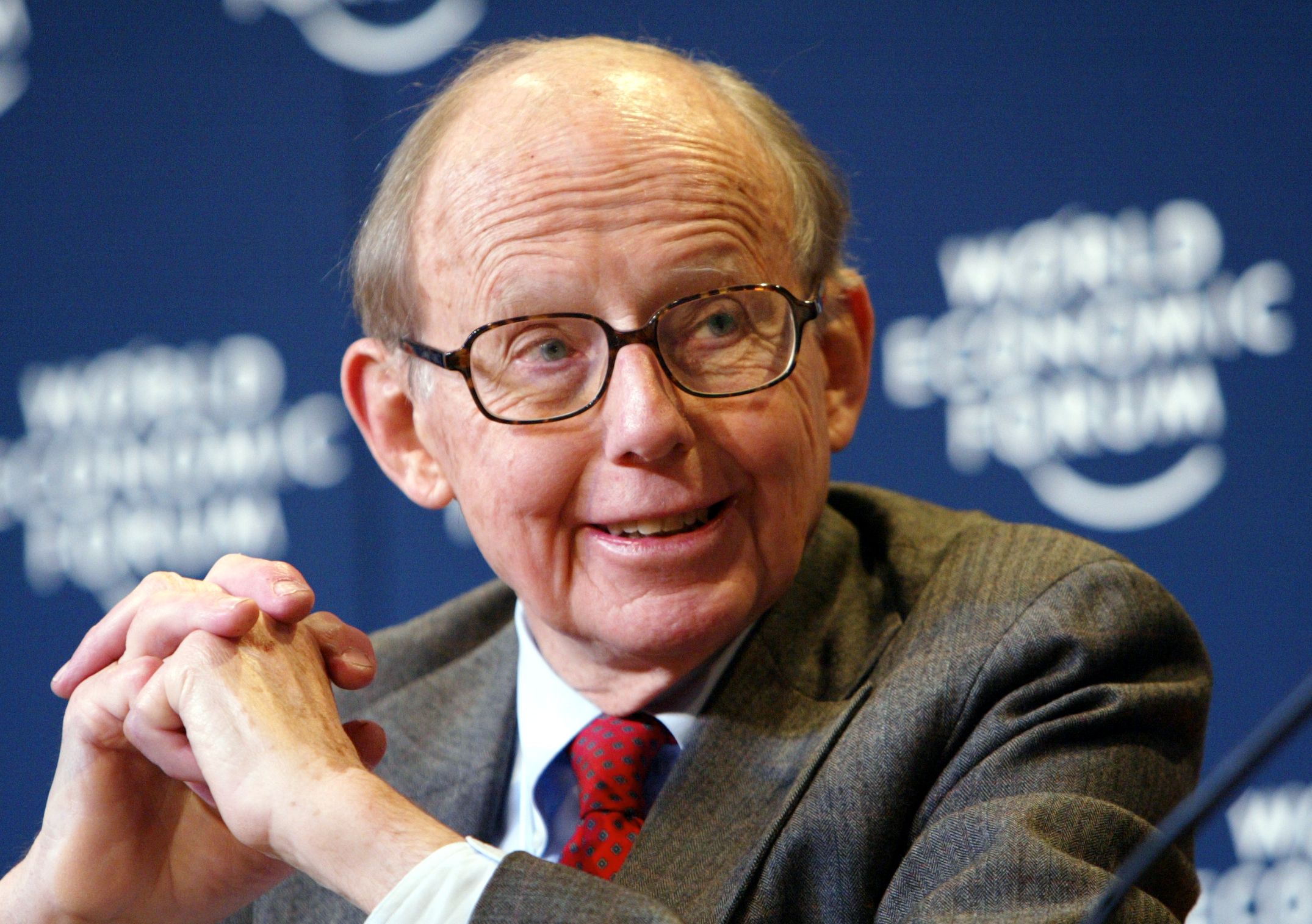
Samuel Huntington, 2004 in Davos

Samuel Phillips Huntington (New York, 18 april 1927 – Martha's Vineyard, 24 december 2008) was een Amerikaans politicoloog. Hij was hoogleraar aan Harvard University en verwierf bredere bekendheid door zijn proefschrift Clash of civilizations.

## Biografie
Huntington werd geboren op 18 april 1927 in New York. Hij was de zoon van uitgever Richard Thomas Huntington en Dorothy Sanborn, schrijfster van korte verhalen. Zijn grootvader van moederskant was eveneens uitgever: John Sanborn Phillips (1861-1949) was een van de oprichters van het invloedrijke politiek-literaire maandblad McClure's Magazine en later van het meer populaire The American Magazine.
Huntington studeerde aan de Yale-universiteit en behaalde zijn einddiploma met onderscheiding op zijn achttiende. Na zijn dienst in het leger behaalde hij een master aan de universiteit van Chicago. Zijn doctoraat behaalde hij aan de Harvard-universiteit, waar hij vervolgens als 23-jarige les ging geven in de politieke wetenschappen.

## Academische carrière
Van 1950-1959 was hij werkzaam aan Harvard, waar hij les gaf in bestuurskunde. In 1957 publiceerde hij zijn eerste belangrijke boek, The Soldier and the State. The Theory and Politics of Civil-Military Relations, dat geïnspireerd was door het ontslag wegens insubordinatie van generaal Douglas MacArthur tegen president Harry S. Truman in 1951. Omdat het boek bij verschijning zeer omstreden was, werd Huntington ontslagen in 1959. Met zijn vriend de politicoloog Zbigniew Brzeziński, die eveneens door Harvard werd tegengewerkt, vertrok hij naar de Columbia-universiteit in New York, waar hij universitair hoofddocent werd en tevens de functie kreeg van onderdirecteur van het Institute for War and Peace Studies. In 1963 werd Huntington gevraagd terug te komen naar Harvard om daar hoogleraar te worden. Hij ging in op het verzoek, en bleef er hoogleraar politieke wetenschappen tot aan zijn overlijden. In 1965 werd hij fellow van de prestigieuze American Academy of Arts and Sciences. In 1970 stichtte hij met de diplomaat Warren Demian Manshel het tijdschrift Foreign Policy.
Zijn tweede belangrijke boek was Political Order in Changing Societies (1968), waarin hij de opvatting kritiseerde dat economische en sociale vooruitgang in onlangs gedekoloniseerde landen automatisch stabiele democratie zou opleveren.
Als adviseur van het Amerikaanse ministerie van Buitenlandse Zaken adviseerde hij, mede door een invloedrijk artikel in het tijdschrift Foreign Affairs (1968), de concentratie van de landelijke bevolking van Zuid-Vietnam als middel om de Vietcong te isoleren. Hij was ook co-auteur van The Crisis of Democracy. On the Governability of Democracies, een rapport uit 1976 van de Trilaterale commissie, een denktank opgericht door David Rockefeller. Onder Jimmy Carter was hij in 1977-1978 veiligheidscoördinator van de Nationale Veiligheidsraad, de presidentiële adviescommissie Buitenlandse Zaken.

## Botsende beschavingen

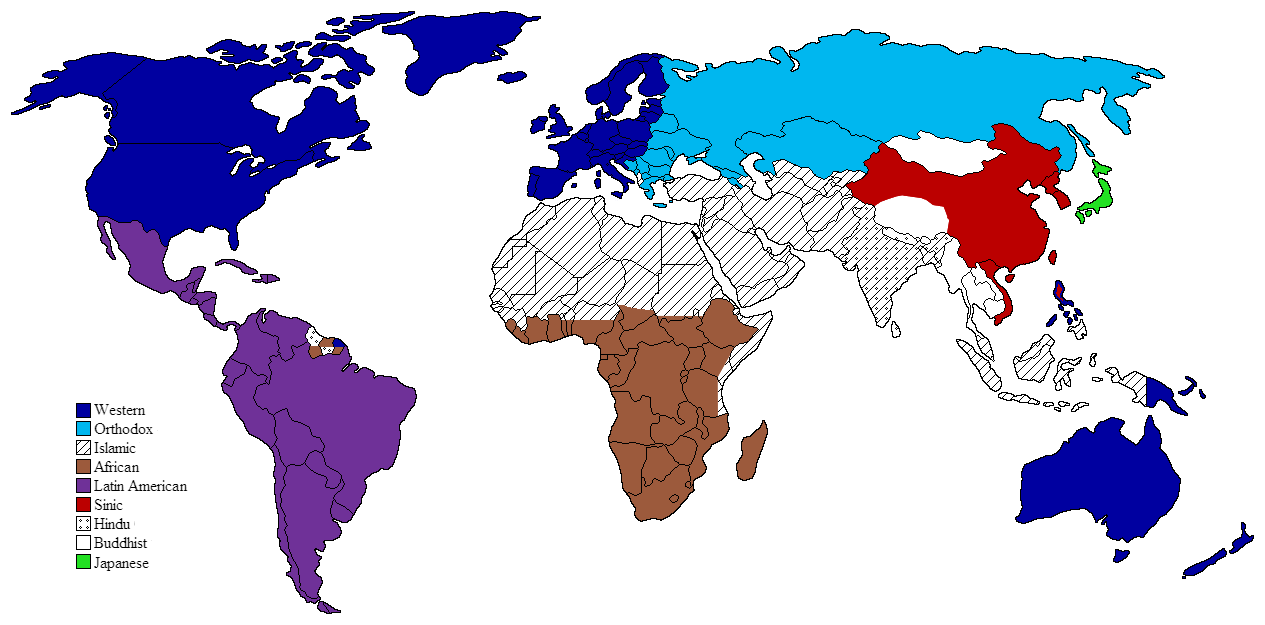
Kaart gebaseerd op Huntingtons "Botsende beschavingen". Westers, Latijns-Amerikaans, Japans, Chinees, Hindoestaans, Islamitisch, Orthodox, Afrikaans.

In 1993 publiceerde Huntington het artikel 'The clash of Civilizations?' in het blad Foreign Affairs. Die ideeën werkte hij uit in het boek The clash of Civilizations and the Remaking of World Order (1996) dat een jaar later in het Nederlands verscheen als Botsende beschavingen, cultuur en conflict in de 21ste eeuw. Huntington stelt dat in de 21e eeuw de conflicten zich vooral tussen culturen in plaats van ideologieën zouden afspelen. Huntington onderscheidt de volgende culturen:
- De westerse
- De oosters-orthodoxe
- De Afrikaanse cultuur
- De Islam
- De Chinese cultuur
- De Hindoestaanse
- De Latijns-Amerikaanse
- De Japanse cultuur

Met dit onderscheid kan hij analyseren of bijvoorbeeld Griekenland thuishoort in de Europese Unie. Huntington concludeert van niet, want Griekenland heeft een oosters-orthodoxe cultuur. Een westers land is ofwel katholiek of protestants, maar niet oosters-orthodox. Bulgarije, Roemenië en Turkije zouden dus geen succesvol lid van de Europese Unie kunnen zijn. Huntington stelt expliciet dat de westerse beschaving "niet universeel" is.